# Fasces calamorum
Los antiguos romanos llamaban fasces calamorum a un haz de cálamos que tenían para escribir, en previsión y al alcance de la mano. 
El útil preferido para la escritura era el cálamo, una pequeña caña a la que se sacaba punta; las de mayor calidad procedían de Egipto o de Cnido (ciudad griega famosa por su templo a Afrodita). Cuando el cálamo se desgastaba o se despuntaba, se volvía a sacar punta, o bien se cambiaba por otro nuevo que se escogía de entre el fasces calamorum que solía estar guardado en un estuche llamado theca libraria.
Bibliografía consultada
- PAOLI, Ugo Enrico. Urbs. La vida en la Roma antigua. Editorial Iberia, Barcelona 2000. ISBN 84-7082-270-5